# Sclerodermataceae
Sclerodermataceae is een botanische naam, voor een familie van schimmels in de orde Boletales. Het typegeslacht is Scleroderma. Dit geslacht is ook het grootste in aantal soorten van de familie.

## Geslachten
Volgens de Index Fungorum bestaat de familie uit de volgende 24 geslachten: 
| Naam           | Auteur              | Jaar | Aantal soorten |
| -------------- | ------------------- | ---- | -------------- |
| Caloderma      | Petri               | 1900 | 1              |
| Chlorogaster   | Læssøe & Jalink     | 2004 | 1              |
| Durosaccum     | Lloyd               | 1924 | 1              |
| Endacinus      | Raf.                | 1814 | 1              |
| Favillea       | Fr.                 | 1849 | 2              |
| Goupilia       | Mérat               | 1834 | 1              |
| Horakiella     | Castellano & Trappe | 1992 | 2              |
| Lycoperdastrum | P. Micheli          | 1729 | 7              |
| Lycoperdodes   | Haller ex Kuntze    | 1891 | 5              |
| Mycastrum      | Raf.                | 1813 | 1              |
| Neosaccardia   | Mattir.             | 1921 | 1              |
| Nepotatus      | Lloyd               | 1925 | 1              |
| Phlyctospora   | Corda               | 1841 | 4              |
| Pirogaster     | Henn.               | 1901 | 2              |
| Pisocarpium    | Link                | 1808 | 1              |
| Pisolithus     | Alb. & Schwein.     | 1805 | 20             |
| Polypera       | Alb. & Schwein.     | 1805 | 2              |
| Polysaccum     | F. Desp. & DC.      | 1807 | 11             |
| Pompholyx      | Corda               | 1841 | 2              |
| Sclerangium    | Lév.                | 1848 | 2              |
| Scleroderma    | Pers.               | 1801 | 108            |
| Stella         | Massee              | 1889 | 1              |
| Sterrebekia    | Link                | 1816 | 3              |
| Veligaster     | Guzmán              | 1970 | 2              |